# Atlantida Project
«Atlantida Project» — российская рок-группа, игравшая в стиле электроник-рок.

## История
Группа Atlantida Project была основана в 2007 году в Санкт-Петербурге вокалисткой и автором текстов Александрой Соколовой и мультиинструменталистом Сергеем Зязиным. Ранее музыканты играли в группе «Берег», созданной в 2005 году, где Александра была лидером и автором текстов. До 2011 года группа давала концерты в основном в Санкт-Петербурге, позже стала гастролировать по разным городам. В 2012 году к ним присоединяется барабанщик Кирилл Соловьёв.
В музыкальных композициях группы присутствуют фольклорные, медитативные и шаманские мотивы. Кроме аналоговых синтезаторов, на концертах использовались этнические инструменты (диджериду, тибетская чаша).
Во время гастролей в 2014 году в Израиле у солистки Александры Соколовой диагностировали 4-ю стадию рака. После курса химиотерапии было принято решение попробовать экспериментальное лечение, в частности виротерапию.
В связи с болезнью солистки концерты проводились редко, но в марте 2015 года была выпущена совместная песня группы с российским рэп-исполнителем Noize MC «Иордан», в сентябре был выпущен видеоклип.
27 мая 2015 года был выпущен мини-альбом «Мир», состоящий из 5 композиций. Песни альбома посвящены таким вопросам, как фанатизм в молодежных субкультурах, войны и беженцы.
24 сентября 2015 года Александра Соколова умерла от рака в возрасте 34 лет.
Клип на совместную композицию коллектива Atlantida Project и рэпера Noize MC — «Иордан» был признан лучшим на сайте rap.ru в 2015 году.
Весной 2016 года музыкантами группы был анонсирован посмертный альбом «Бездна».
8 декабря 2016 года в Санкт-Петербурге состоялась премьера альбома «Бездна»
13 декабря 2016 года выпущен последний посмертный клип «Мы здесь». Клип стал последним официальным видеоклипом Atlantida Project, снятым при жизни Саши Соколовой. Основные съёмки проходили в ноябре 2014 года. Окончательный монтаж был завершён в декабре 2016 года. Работа была презентована одновременно с альбомом «Бездна» 8 декабря 2016 года в питерском клубе «Опера».

## Дискография

### Студийные альбомы
- 2010 — «Новое измерение»
- 2016 — «Бездна»

### Мини-альбом
- 2015 — «Мир»